# Rolf Semb-Thorstvedt
Rolf Semb-Thorstvedt (Oslo, 3 aprile 1898 – Oslo, 15 ottobre 1972) è stato un calciatore norvegese, di ruolo attaccante.

## Carriera

### Club
Semb-Thorstvedt vestì la maglia del Frigg: fece parte della squadra che vinse la Coppa di Norvegia 1921.

### Nazionale
Conta 2 presenze per la Norvegia. Partecipò ai Giochi della VII Olimpiade.

## Palmarès

### Club

#### Competizioni nazionali
- Coppa di Norvegia: 1

Frigg: 1921